# Heliconia estherae
Heliconia estherae är en enhjärtbladig växtart som beskrevs av Abalo och G.Morales. Heliconia estherae ingår i släktet Heliconia och familjen Heliconiaceae. Inga underarter finns listade.